# حلزون‌خشکیان
حلزون‌خشکیان (به لاتین: Helicidae) یک خانواده بزرگ و متنوع از حلزون‌های خشکی کوچک تا بزرگ است که هوا را تنفس می‌کنند، که گاهی به آن‌ها «حلزون‌های نمادین» نیز می‌گویند.
تعدادی از گونه‌های این خانواده به عنوان ماده غذایی ارزش‌گذاری می‌شوند، از جمله حلزون باغچه (که در گذشته Helix aspersa) حلزون قهوه‌ای یا باغی و حلزون رومی " اسکارگو " است. زیست‌شناسی این دو گونه به‌طور خاص به‌طور کامل مطالعه و مستند شده‌است.

## توضیح پوسته
پوسته‌های این حلزون‌ها عمدتاً کروی‌شکل هستند. در برخی از سرده‌ها، مانند Cepaea، پوسته‌ها دارای رنگ‌های روشن و طرح‌دار هستند.

## پراکندگی
این خانواده بومی اوراسیا و متعلق به گروه پالئارکتیک غربی است.
با این حال برخی از گونه‌ها، به ویژه حلزون باغچه، معرفی شده‌اند و در بسیاری از مناطق مختلف در سراسر جهان ایجاد پراکنده شده‌اند.
بسیاری از معرفی‌های تصادفی به این دلیل اتفاق می‌افتند که تخم‌های اکثر حلزون‌های خشکی در خاک گذاشته می‌شوند و بنابراین ممکن است به آسانی همراه با گیاهان محوطه‌سازی بدون توجه به سفر جابجا شوند.

## سرده‌ها
خانواده حلزون‌خشکیان شامل ۳ زیرخانواده (طبق تجزیه و تحلیل‌های فیلوژنتیک مولکولی) است:
- زیرخانواده Helicinae Rafinesque، ۱۸۱۵
  - تبار Allognathini
  - تبار Helcinini Rafinesque رافینسکوئه، ۱۸۱۵
  - تبار Otalini
  - تبار Thebini
- زیرخانواده Murellinae
  - تبار Murellini Hesse، ۱۹۱۸
- زیرخانواده Ariantinae Mörch، ۱۸۶۴

### طبقه‌بندی نامشخص
Idiomela T. Cockerell، 1921
Lampadia

## نگارخانه

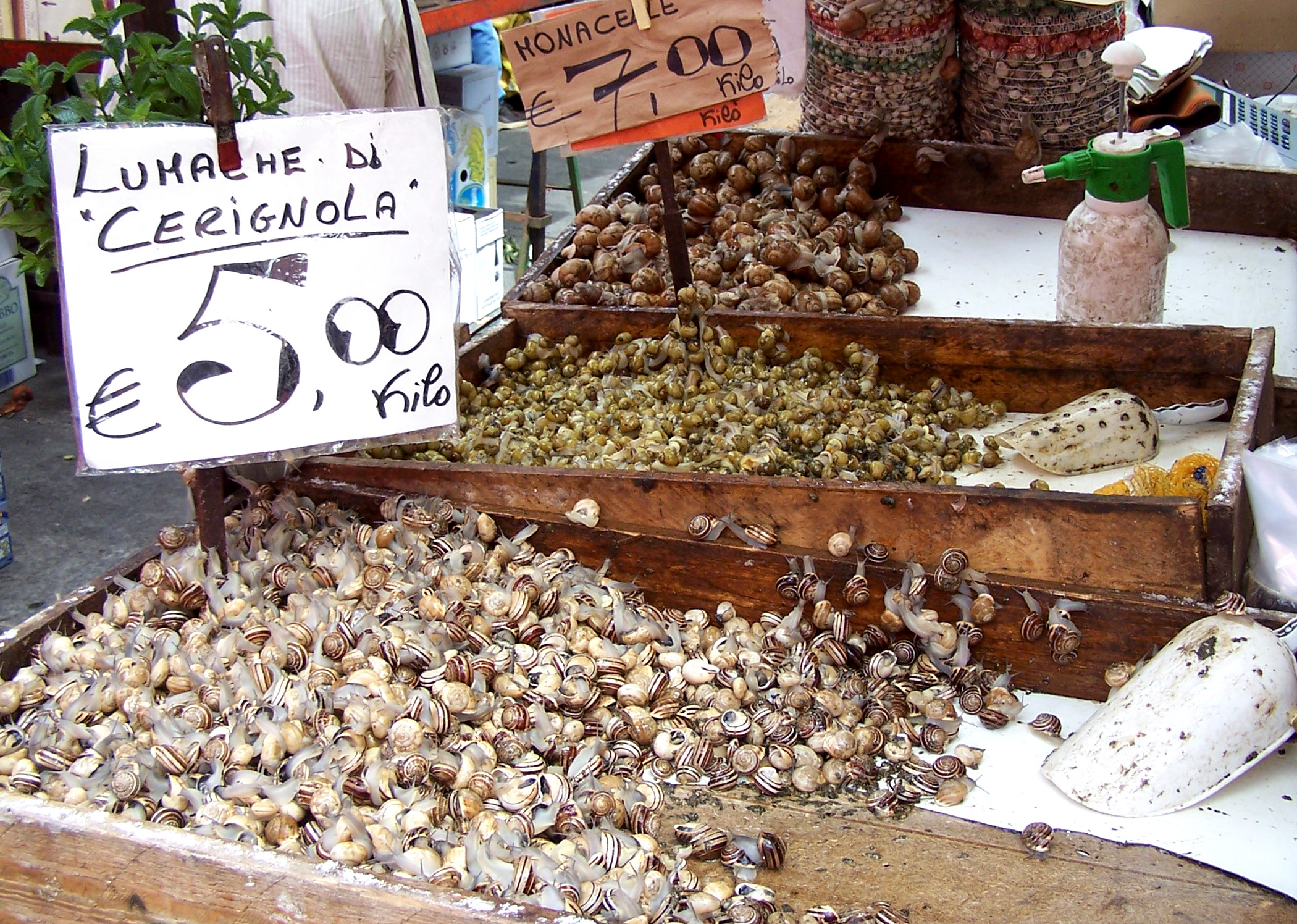
حلزون‌های خشکی برای فروش به عنوان غذا در ایتالیا؛ از جلو Eobania vermiculata , Cantareus apertus و Helix sp.
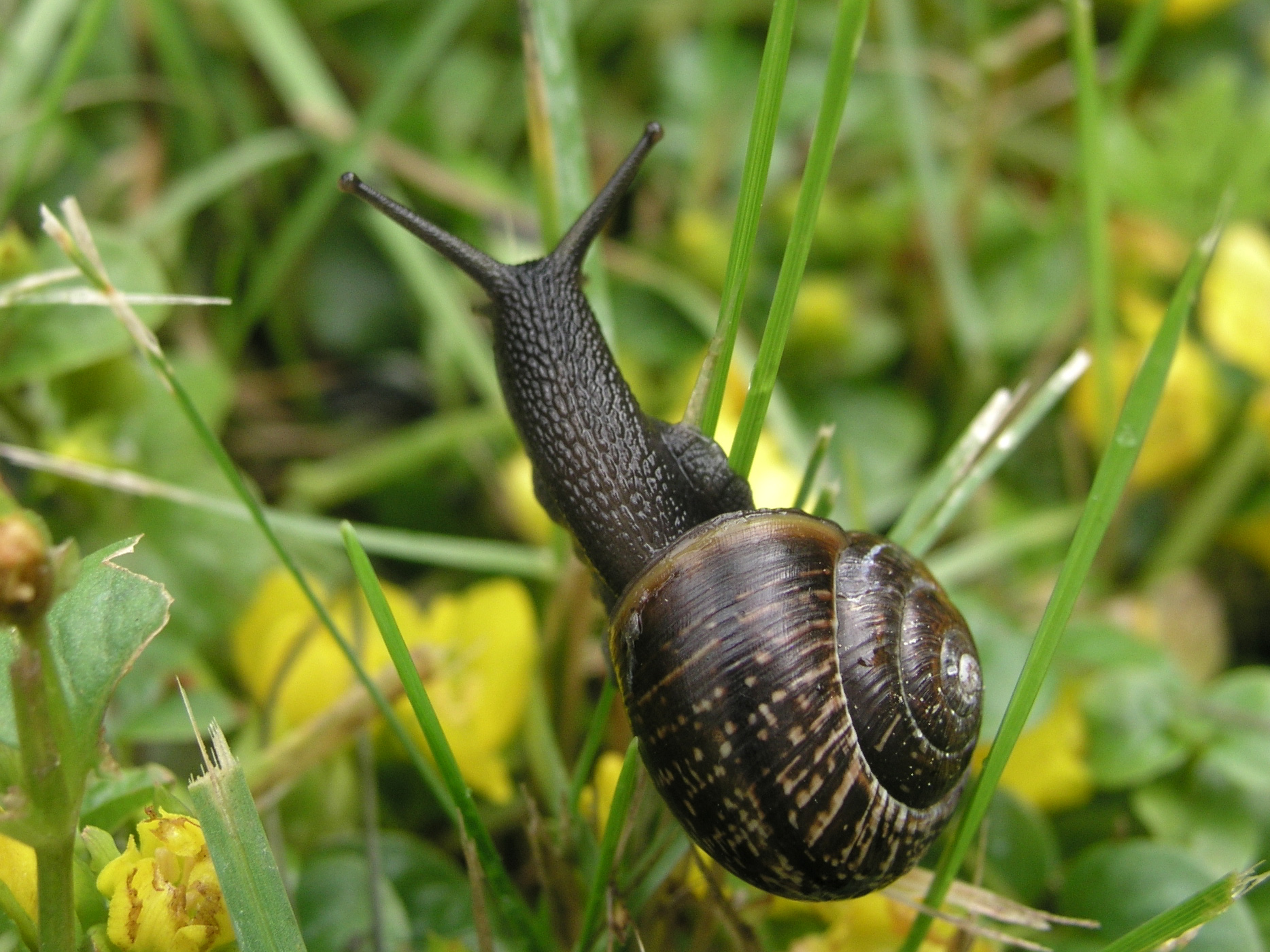
Ariana arbustorum
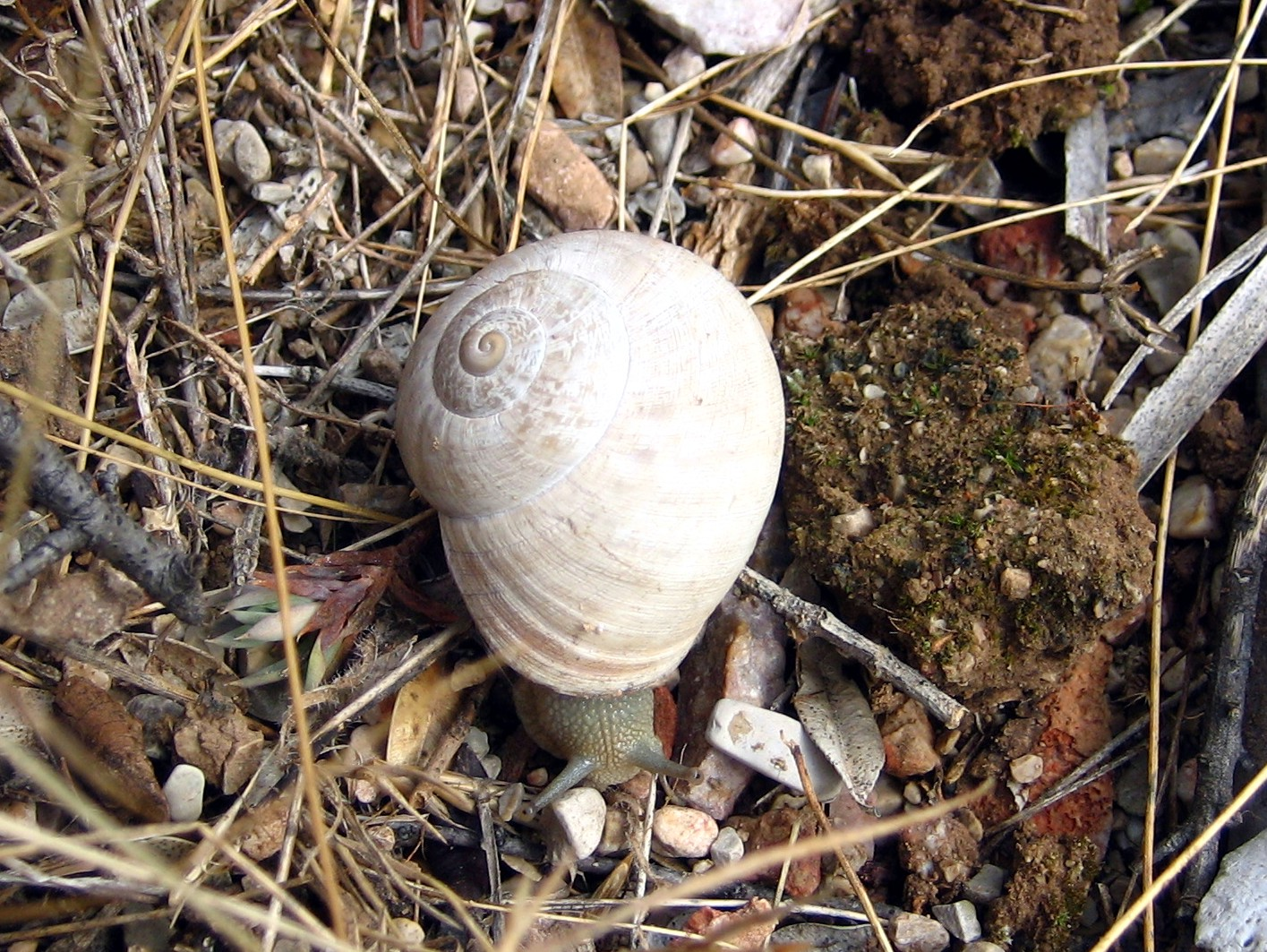
Iberus gualtieranus onlynsis
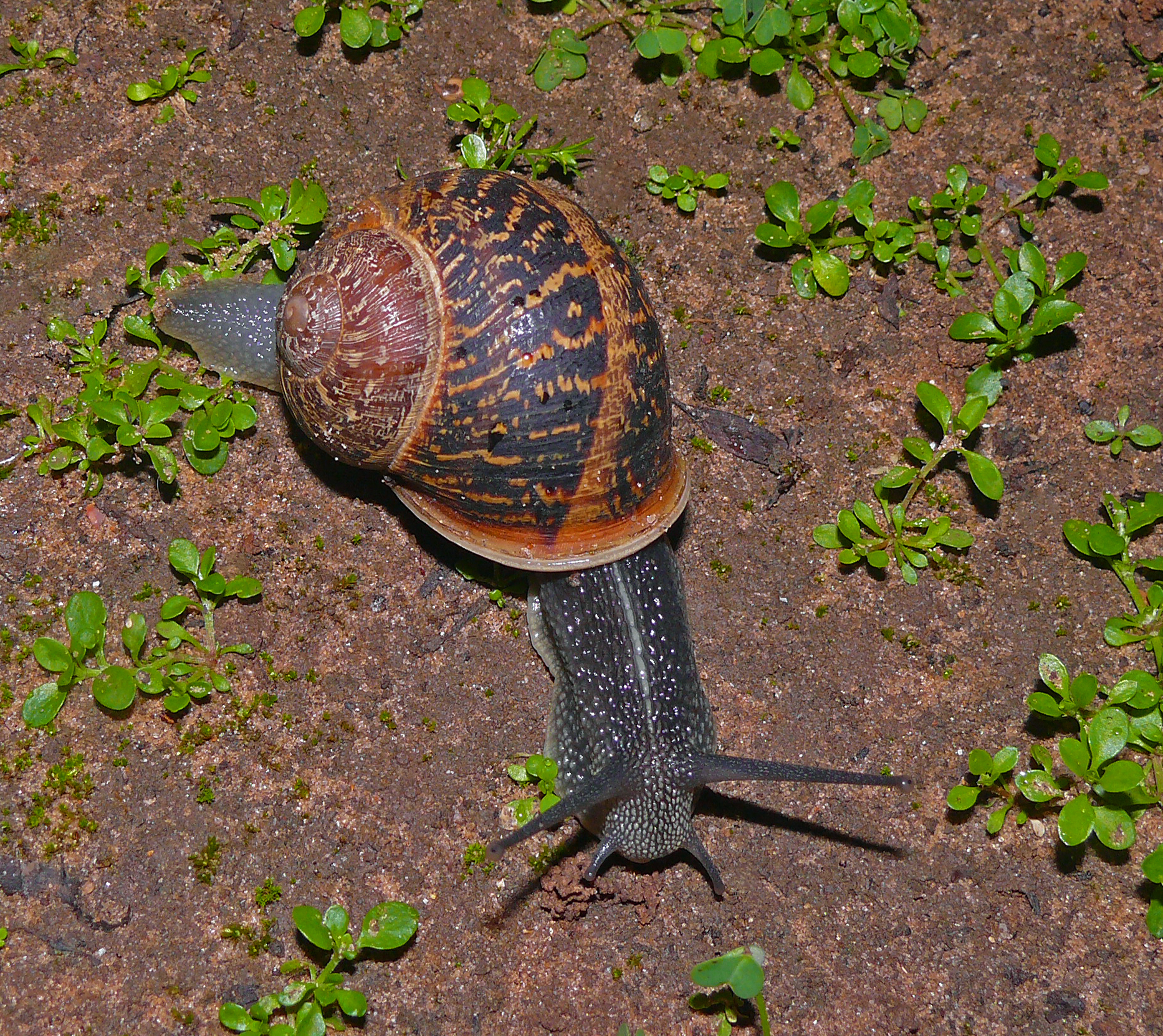
حلزون باغچه